# Madrid–Ciudad Real-vasútvonal
A Madrid-Ciudad Real-vasútvonal egy 1668 mm-es nyomtávolságú, nem villamosított villamosított, 175 km hosszúságú vasútvonal volt Spanyolországban Madrid és Ciudad Real között.
A vonal 1879 és 1988 között működött és közvetlen vasúti összeköttetést biztosított Madrid és Ciudad Real között. Jelenleg a vonal szinte teljes egészében lebontásra került, kivéve a Madrid–Parla és a Villaseca de la Sagra–Algodor szakaszokat, amelyek független vonalakként továbbra is üzemelnek.
A vonalat a Compañía de los Caminos de Hierro de Ciudad Real a Badajoz (CRB) építette 1876 és 1879 között. Miután ez a vasútvonal elkészült, beolvasztották a már létező Ciudad Real–Badajoz-vonalba, így egyetlen, egységes nyomvonalat alkotott, közös kilométer-számozást kapott, ez lett az úgynevezett Madrid–Badajoz vonal. Létrejötte óta többségében az MZA társaság, majd később a RENFE üzemeltette. A vonal 1988-ig működött, amikor a Madrid–Sevilla nagysebességű vasútvonal építésének megkezdése miatt nagy részét bezárták.

## Képek

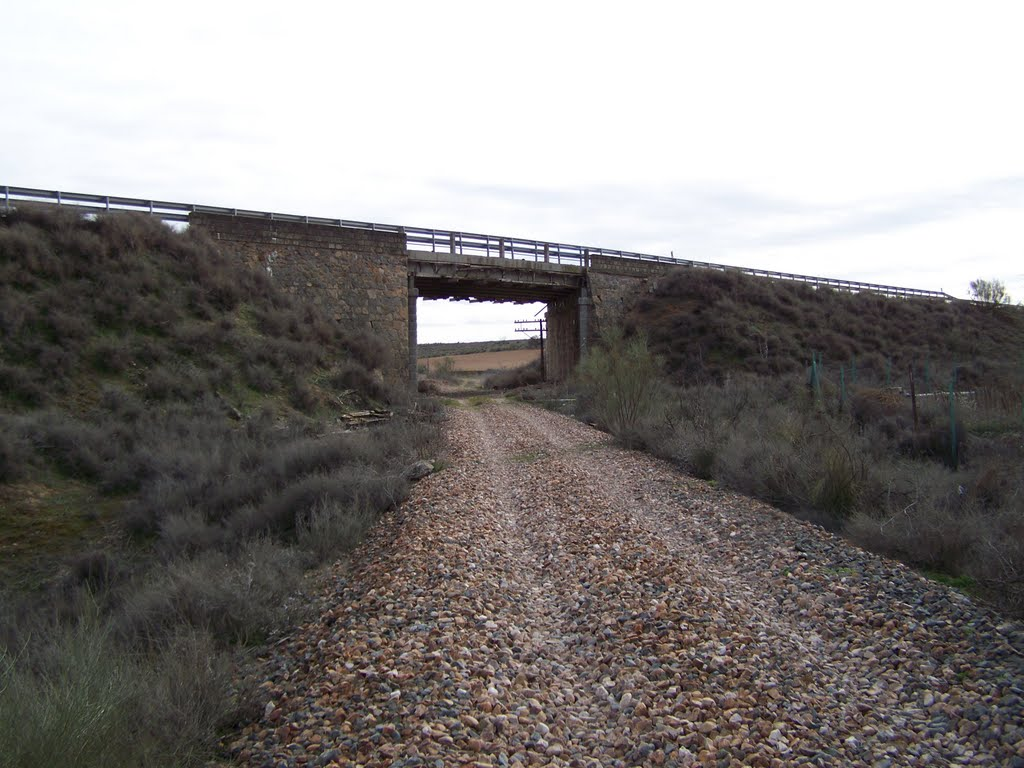
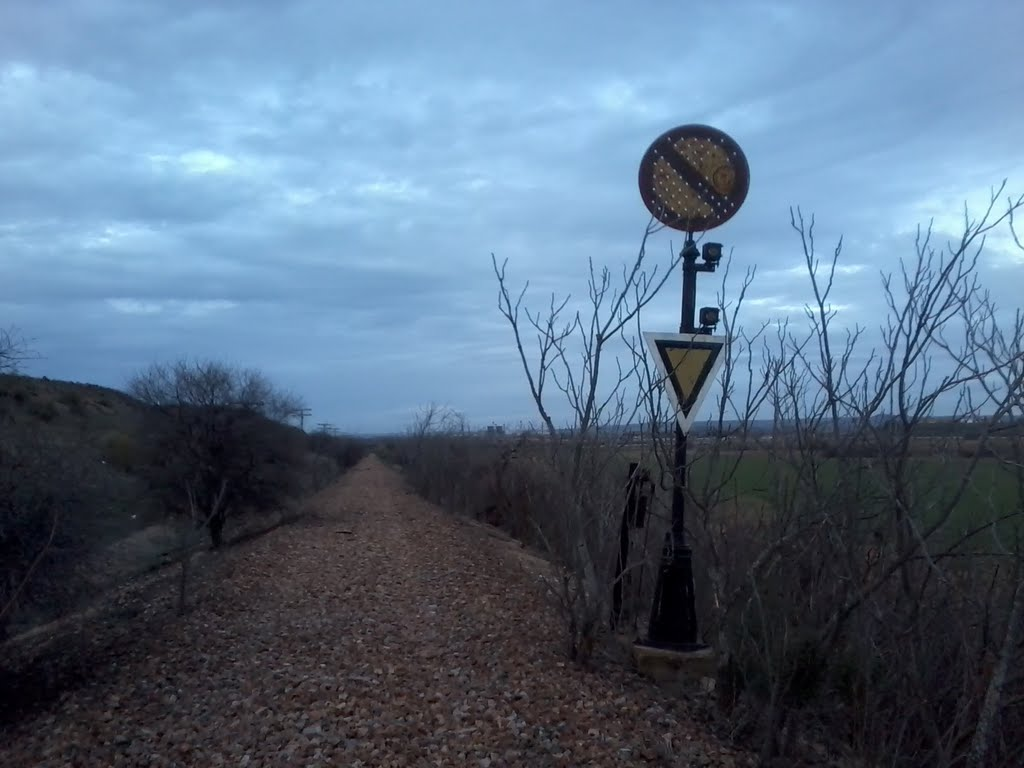
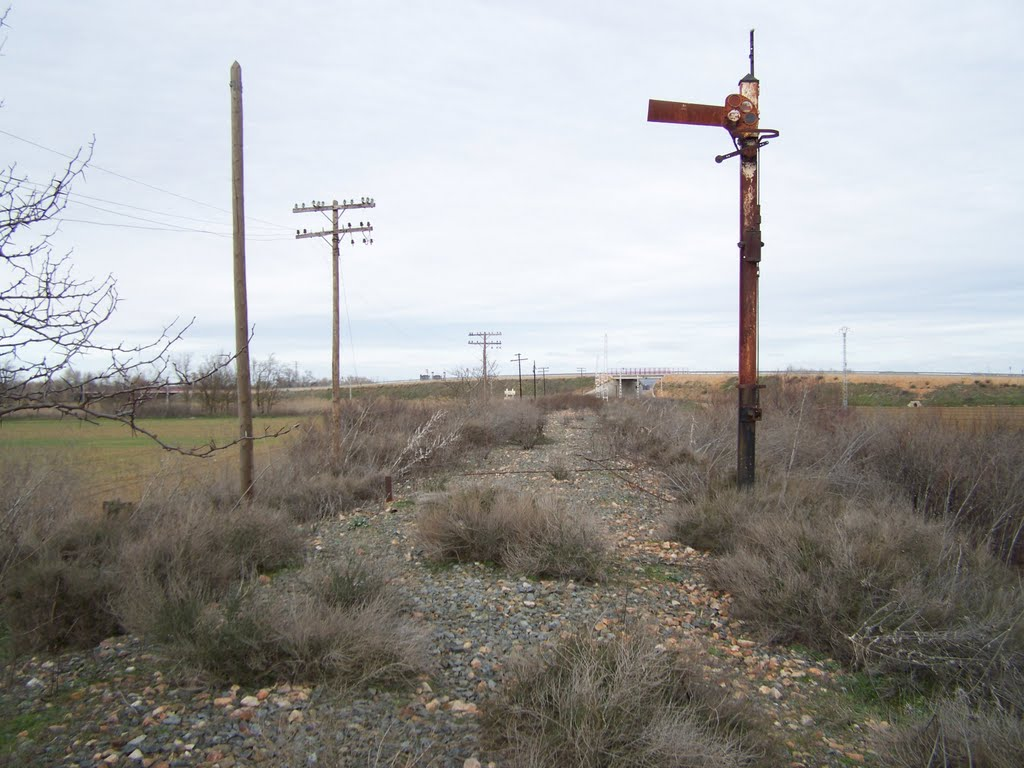
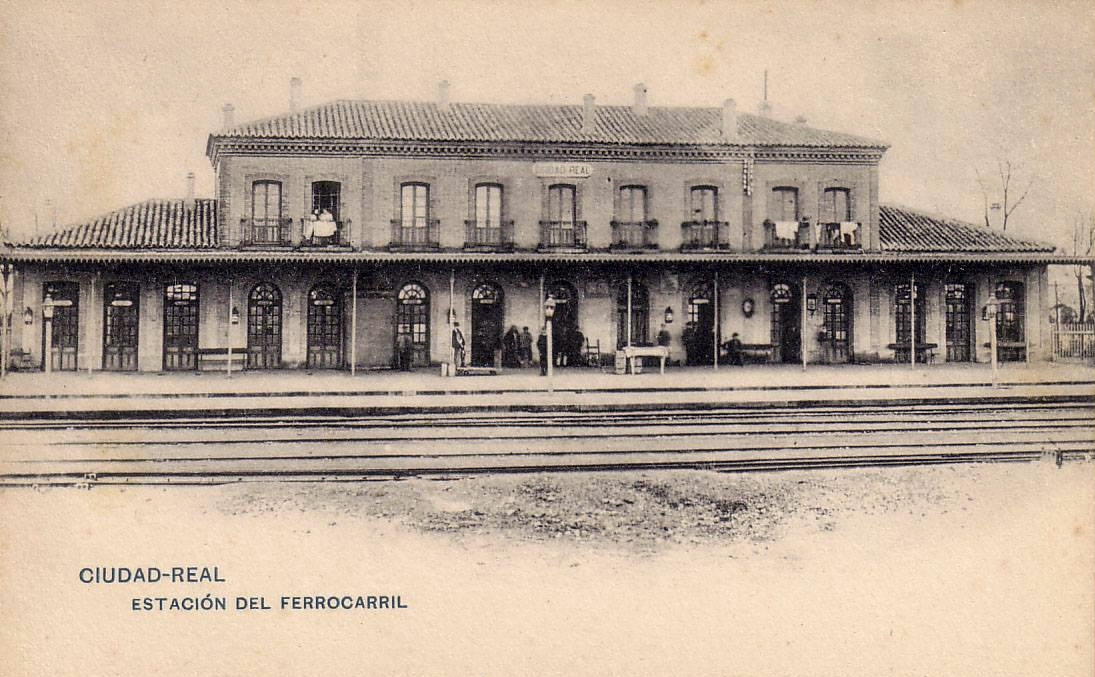
A régi Ciudad Real állomás